# Церква Феодора Освяченого

Будинок причту, що зберігся донині

Плакат з інформацією про відродження храму

Це́рква Феодо́ра Освяче́ного (це́рква свято́го Фе́дора, Фе́дорівська це́рква) — православний храм у Києві на Лук'янівці, збудований у 1871⁣ — ⁣1874 роках та зруйнований у 1930-ті роки. Була розташована на розі Овруцької та Загорівської вулиць.

## Історія храму
Лук'янівка 2-ї половини XIX століття — район, що швидко заселявся. Починаючи з 1865 року, мешканці району почали клопотати про спорудження власного храму, адже найближчі храми — Кирилівський та Вознесенський — знаходились доволі далеко.
Проєкт храму підготував київський архітектор Микола Юргенс. Однак у Київ було надіслано проєкт петербурзького інженера Петра Меркулова. Проєкт було підкориговано Юргенсом, однак він з ряду причин передав відповідальність за спорудження архітектору Петру Федорову. Храм було закладено 1871 та освячено 1874 року. Сприяв спорудженню храму Олександр Багговут, що був власником хутора на Лук'янівці. Згодом він став старостою храму.
Церква святого Феодора мала вигляд п'ятибаневого храму із прибудованою дзвіницею — все у псевдоруському, популярному в ті часи, стилі. Бані було пофарбовано «під шахівницю». Розпис було виконано «під давньоруські фрески».
Церква одразу стала духовно-просвітницьким осередком Лук'янівки. Окрім існування церковно-парафіяльної школи, при храмі діяло товариство опікування про бідних, що утримувало притулок (при церковно-парафіяльній школі, що знаходилася на вул. Овруцькій, 14) та школу домоводства (знаходилася на сучасній вул. Якубенківська, 10). На початку XX ст. з ініціативи настоятеля храму Костянтина Терлецького (у 1891—1905 роках) було засновано Народний будинок тверезості.

## Київський Єрусалим
«Київ — Єрусалим землі Руської» — ця відома фраза Олександра II охарактеризувала значення Києва як духовного центру. Однак ця фраза мала і реальне втілення у Лук'янівському Федорівському храмі.
У грудні 1885 року при храмі утворили комісію, що ставила за ціль відтворення точної копії печери Гробу Господнього — Кувуклії та копії печери Св. Климента у Інкермані. Роботи розпочалися 1887 року із розширення храму, було запроєктовано будівництво двох симетричних приділів — північного та південного. Ідея цього належала археологу-аматору Турвону Кибальчичу. Було організовано поїздку до Святої землі, знято план Кувуклії, привезені деякі святині.
1893 року було завершено роботи з облаштування південного приділу із копією Печери Гробу Господнього, а 1895 року — і північного з копією печери Св. Климента.
Храм швидко перетворився на центр паломництва. Активна діяльність храму була перервана подіями 1917—1929 років та подальшими подіями. Закрили храм на початку 1930-х років.

## Знищення храму
А 1935 року, під час апогею більшовицької руйнації храмів, було втрачено і Феодорівський храм. Храм планувалося підірвати й збудувати з цегли житловий будинок поруч. Однак храм виявився міцним, тож паралельно будували будинок і розбирали храм. І досі, якщо придивитись до того будинку, видно, що цегла першого та інших поверхів різна — перший поверх збудовано із церковної цегли. Отак місто втратило святиню, здавалося б, назавжди.
Реліквії храму — копії Кувуклії та печери Св. Климента було засипано землею. Під час різних ремонтних робіт знаходили поховання (при храмі було невелике кладовище), а одного разу знайшли й ключ від храму.
Метричні й клірові книги церкви святого Федора (з 1871 по 1920 рік) зберігаються в Центральному державному історичному архіві України, м. Київ (ЦДІАК України).

## Відродження храму
На початку XXI століття було розпочато відродження храму. 2001 року було зареєстровано громаду, а у січні 2007 року на місці зруйнованого храму встановили церкву-намет. З цього й почалося відродження храму. 2008 року церкві було повернено будинок причту, що зберігся (адреса — вул. Овруцька, 7а). 25 вересня 2008 року було розпочато розкопки храму, а вже 8 грудня 2008 року у печерному храмі пройшла перша служба. На Великдень 2009 року служба Божа пройшла у відновленій Кувуклії. Храм відроджується.

## Настоятелі до 1917 року
- свящ. Дмитро Доманський (1874–1882);
- свящ. Платон Іпатійович Контраневич (1882–1891)
- свящ. Костянтин Терлецький (1891–1905);
- свящ. І. Тарасевич (1906 — після 1915).